# Iguarima
Iguarima is een geslacht van spinnen uit de  familie van de Anyphaenidae (buisspinnen).

## Soorten
- Iguarima censoria (Keyserling, 1891)
- Iguarima pichincha Brescovit, 1997